# Ninon de l'Enclos
Anne "Ninon" de l'Enclos även stavat Ninon de Lenclos och Ninon de Lanclos, född 10 november 1620 i Paris, död 17 oktober 1705, var en fransk författare, historiskt ryktbar hetär och gynnare av konsten.

## Biografi
Född Anne de Lenclos i Paris, kallades hon "Ninon" av sin far vid tidig ålder. År 1632 blev hennes far landsförvisad från Frankrike efter en duell, och när hennes mor dog tio år senare gick den ogifta Ninon in i ett nunnekloster, men lämnade det redan nästa år.
Valet av ett nunnekloster kan verka överraskande, med avseende på hennes senare liv, men var egentligen bara en sida av den klara idé som födde hennes handlingar: hon hade bestämt sig för att fortsätta sitt liv som ogift och självständig. Influerad av epikurism, generellt sett, och Michel de Montaigne i synnerhet, hängav hon sig åt ett liv i välbehag, såväl psykiskt, som fysiskt.
Lenclos knöt en rad kortvariga kärleksförbindelser med flera av sin tids mest lysande och framstående män (Gaston de Coligny, markis d'Estrées, Louis II Condé, La Rochefoucauld och Saint-Évremond med flera), som tjusades av hennes livliga temperament och talanger. En god bild av henne lämnar, enligt Sainte-Beuve, madamoiselle de Scudéry i sin nyckelroman Clélie, där l'Enclos är porträtterad som Clarisse. Ninon de l'Enclos hus vid Rue des Tournolles var samlingsplats för den finaste societet.
Under sitt besök i Frankrike avlade drottning Kristina visit hos den spirituella kurtisanen, och den franska drottning Annas alla ansträngningar att motarbeta l'Enclos blev vanmäktiga. L'Enclos förstod att binda även damer av rang och hög intelligens (madame de la Sabliére, madame de La Fayette och madame de Maintenon) vid sig med vänskapsband. Vid unga år presenterades Voltaire för henne, och hon testamenterade åt honom 2 000 franc till inköp av böcker. Av stort intresse är l'Enclos som äkta erkända brev till Saint-Évremond. L'Enclos Correspondance authentique utgavs av Émile Colombey 1886.